# Klaasje van der Wal
Klaasje van der Wal (La Haya, Holanda; 1 de febrero de 1949 - Idem; 13 de febrero de 2018) fue un músico y bajista holandés. Fue uno de los fundadores de la banda de rock y pop Shocking Blue.

## Carrera
Klaasje van der Wal fue expulsado del colegio cuando le dieron a escoger entre irse o cortarse el pelo. Se fabricó su primera guitarra eléctrica y formó parte de una banda de "garage" los sesenta llamada The Kick, The Davies, quienes la montaban cada concierto acabando con peleas y el destrozo del local. Después estuvo en los Davies, grupo de R&B y nederbiet. Después en los setenta creó su propio combo llamado Antilope.
Shocking Blue se formó en 1967 y son los autores del exitoso tema Venus, obra de su guitarrista y principal compositor Robbie van Leeuwen de los Motions. La agrupación fue integrada por el cantante Fred De Wilde (ex Hu and The Hilltops), Robbie van Leeuwen,  el bajista Klassje Van der Wal, al que se le ocurrió el nombre,  y el batería Cornelius “Cor” Van der Beek. Representados por Cees Van Leeuwen, sin parentesco con Robbie, grabaron en 1967 para Polydor suprimer sencillo con Love is in the air, que no tuvo el éxito esperado. Se pasaron al sello Pink Elephant y publicaron en 1968 Lucy Brown is back in town, y un LP titulado Beat with us.
En 1968 conocen a Mariska Veres con la que graban el sencillo Send me a postcard. A partir de ahí, el grupo entra en una etapa más psicodélica con temas como Long Lonesome Road y su mayor éxito Venus, todo un clásico que fue número 1 en todo el mundo menos en Holanda, donde no pasó del número 3. Siguieron sacando buenos singles pero sin el mismo éxito como Mighy Joe, Never Marry a Railroad Man (que sí fueron número 1 en Holanda) o el LP At Home (1969). En 1970 entraría el guitarrista Leo van de Ketterij antes de grabar su tercer álbum Scorpio’s Dance. En 1971 vino su cuarto álbum Third Album con temas como Shocking you. En 1972 Van Der Wal abandonó el grupo tras una gira por Japón.
Hizo algunos videos cortometrajes con Blue como Shocking Blue: Never Marry A Railroad Man, Shocking Blue: Mighty Joe y Shocking Blue: Venus.

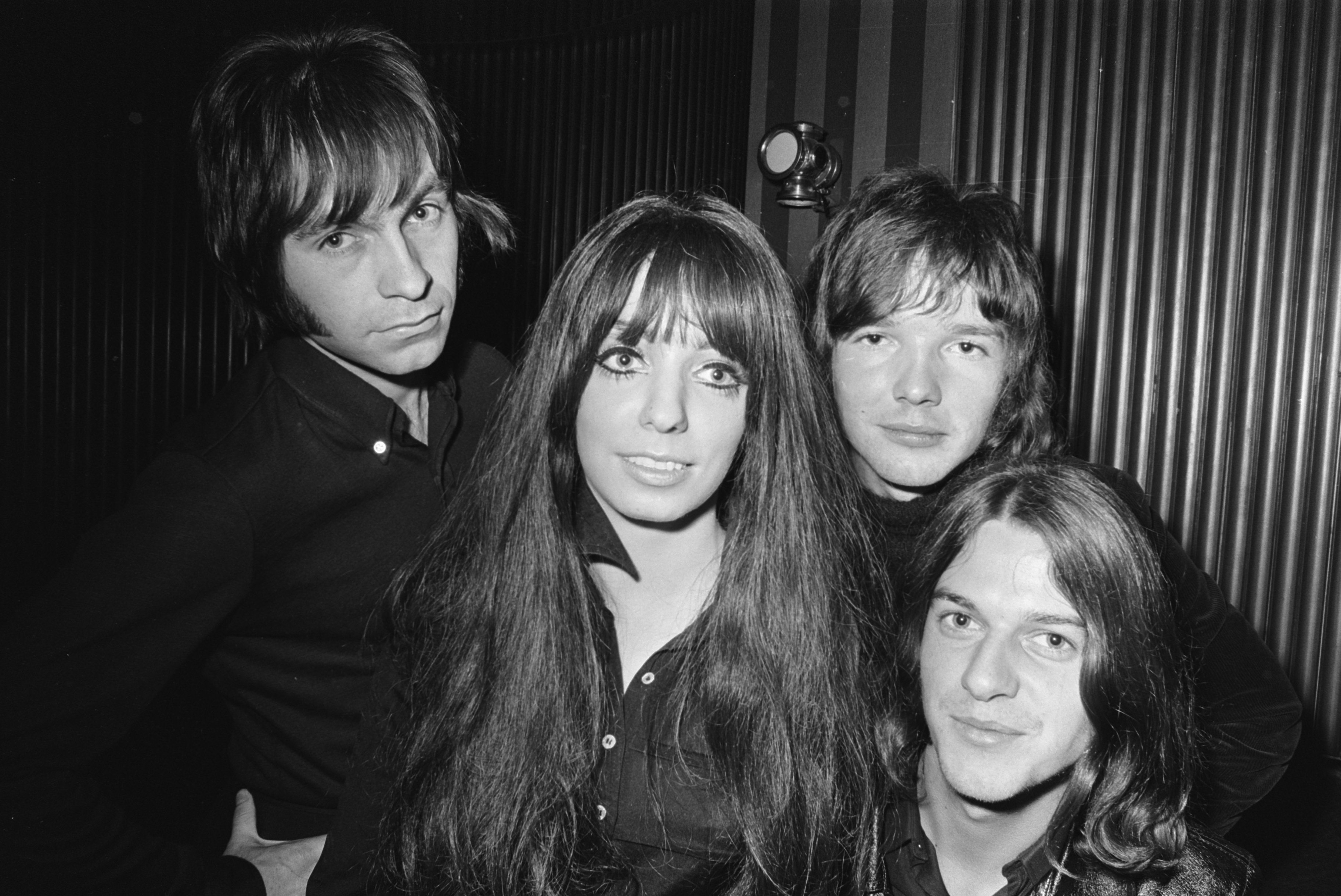
La banda Shocking Blue en pleno apogeo de sus carreras.

Entre 1972 y 1974,  formó la banda Antilope con la que lanzó tres sencillos y actuó en los Países Bajos y Alemania. A partir de aquí se dedicaría a sus negocios y su familia. Murió el 13 de febrero de 2018 a los 69 años tras una larga enfermedad.

### Shocking Blue
- Lucy's back in town (1968)
- Send me a postcard (1968)
- Long and lonesome road (1969)
- Venus (1969)
- Mighty Joe (1969)
- Never marry a railroad man (1970)
- Hello Darkness (1970)
- Shocking you (1971)
- Blossom Lady (1971)
- Out of sight out of mind (1971)